# 瑪氏巧克力棒
瑪氏巧克力棒，是瑪氏食品生產的含有高糖、高熱量的巧克力棒產品，由老福雷斯特·瑪氏於1932年在英國斯劳發明。

## 歷史
1932年，美国糖果制造商富蘭克林·C·瑪氏的儿子福雷斯特·瑪氏在斯劳雇用了12名員工並租了一家工厂，开始生产一種以牛奶巧克力覆盖的巧克力棒（最初宣传使用吉百利的巧克力糖），主要是模仿他父亲所生產的銀河巧克力棒，那項產品在美國廣受歡迎。除了美国之外，该版本在全球范围内销售，并采用带有红金边刻字的黑色包装。

## 油炸瑪氏巧克力棒

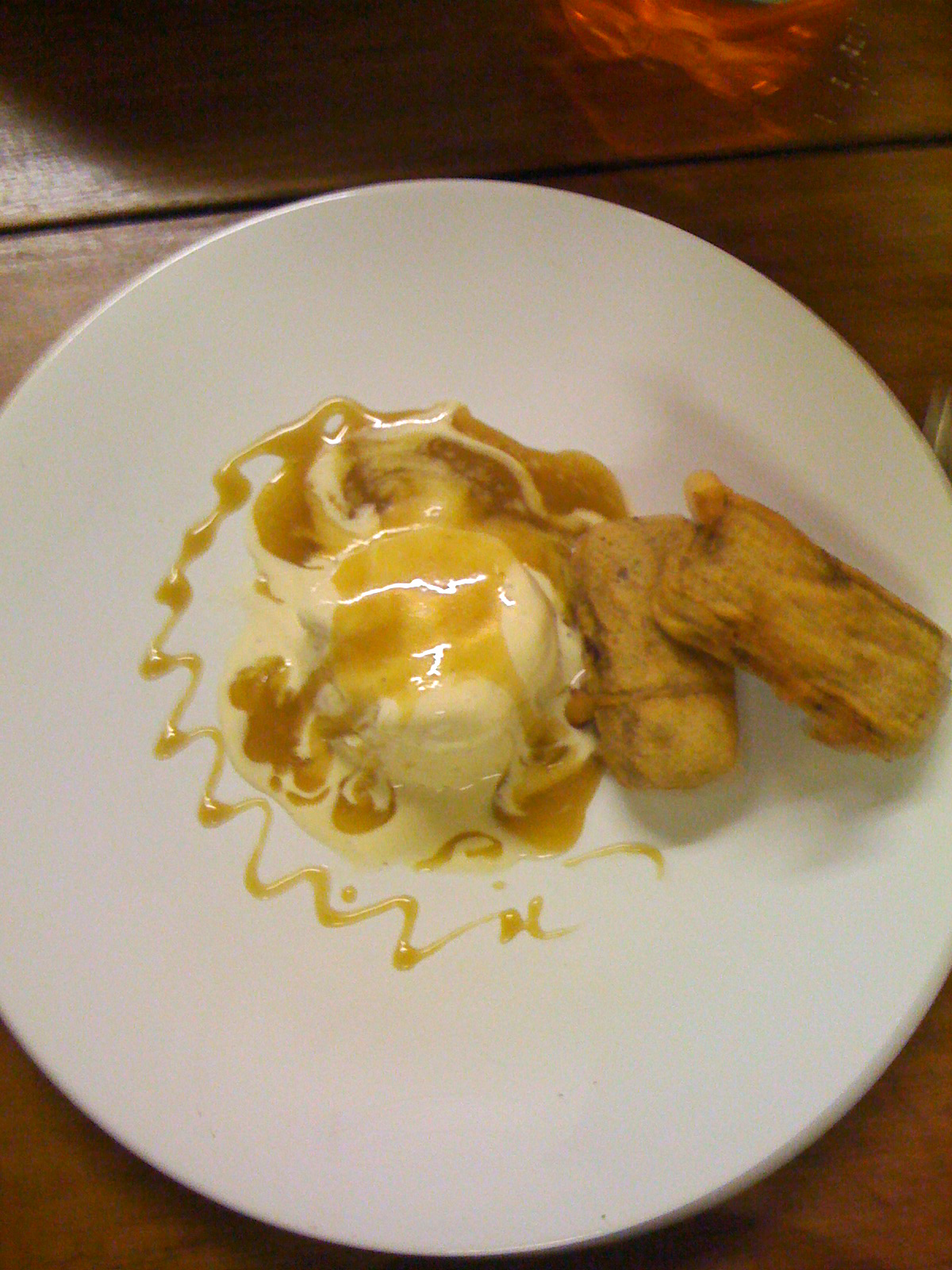
油炸瑪氏巧克力棒配以香草冰淇淋及奶油酱

此菜色於1995年在蘇格蘭斯冬希文首次獲得報導，及後在澳洲、紐西蘭、美國、加拿大、新加坡等地的炸魚薯條店都有售賣。

## 產品回收
- 2005年7月，澳洲悉尼星港城賭場曾經被匿名勒索。疑犯聲稱在新南威爾士州的銷售點隨機放置了7條有毒的瑪氏巧克力棒和士力架巧克力棒。因為安全理由，產品在新南威爾士州全面回收，至同年8月產品才重新上架[9]。

- 2016年2月，瑪氏巧克力棒、士力架巧克力棒和其他瑪氏產品在歐洲、中東及亞洲55個國家被召回。該事件起源於有德國顧客發現士力架巧克力棒內有塑膠塊，揭發荷蘭維格爾廠房生產程序出錯[10][11][12]。

## 外部連結
- The Visible Mars bar project （页面存档备份，存于）, which shows the difference between US and UK Mars bars.
- Site with cross-sections of both the original US and Canadian Mars bars
- Slough History Online （页面存档备份，存于）
- Television commercial for original US Mars bar showing ingredients （页面存档备份，存于）